# Centrum Wiskunde & Informatica
The Centrum Wiskunde & Informatica (скорочено CWI; Англійська: "Національний науково-дослідний інститут математики та інформатики") — дослідницький центр у галузі математики та теоретичної інформатики. Він є частиною Нідерландської організації з наукових досліджень (NWO) і знаходиться в Амстердамському науковому парку. Цей інститут відомий як місце створення мови програмування Python. Він був членом-засновником Європейського дослідницького консорціуму з інформатики та математики (ERCIM).

## Рання історія
Інститут був заснований в 1946 році Йоханнесом ван дер Корпутом, Давидом ван Данцигом, Юр'єном Коксмою, Хендріком Ентоні Крамсмером, Марселем Міннерттом та Яном Арнольдусом Шутеном. Спочатку він називався Математичний центр (нідерландською: Mathematisch Centrum). Однією з перших місій була розробка математичних моделей прогнозування для сприяння великим голландським інженерним проектам, таким як Delta Works . Протягом цього раннього періоду Інститут математики також допоміг у розробці крил літака Fokker F27 Friendship, визнаного в 2006 році найкрасивішим голландським дизайном 20 століття. 
[джерело?]
Невдовзі після цього склався компонент інформатики. Адріаан ван Війнгаарден, який вважається засновником інформатики (або інформатики) в Нідерландах, був директором інституту майже 20 років. Едсгер Дейкстра зробив більшу частину своєї ранньої впливової роботи над алгоритмами та формальними методами в CWI. Перші голландські комп'ютери, Electrologica X1 та Electrologica X8, були розроблені в центрі, і Electrologica була створена як допоміжний елемент для виробництва машин.
У 1983 році назву інституту було змінено на CWI, щоб відобразити урядовий наголос на наголосі на дослідженнях інформатики в Нідерландах. 

## Останні дослідження
Інститут відомий своєю роботою в таких галузях, як дослідження операцій, програмна інженерія, обробка інформації та математичне застосування в науках про життя та логістиці. Більш пізні приклади результатів досліджень від CWI включають розробку алгоритмів планування для залізничної системи Нідерландів (Nederlandse Spoorwegen, одна з найбільш завантажених залізничних мереж у світі) та розробку мови програмування Python Гвідо ван Россумом. Python відігравав важливу роль у розвитку пошукової платформи Google з самого початку, і він продовжує це робити, коли система росте та розвивається.  Багато методів вилучення інформації, що використовуються пакети, такі як SPSS були спочатку розроблені винокурнями даних, КРІ додатковий доходом.  
Робота в інституті була визнана національними або міжнародними науковими нагородами, такими як Премія Ланчестера (щороку присуджується INFORMS), Премія Геделя (присуджується ACM SIGACT) або Премія Спінози. Більшість його старших наукових співробітників працюють за сумісництвом в інших голландських університетах, а інститут випускає понад 170 повних професорів протягом своєї історії. Кілька дослідників CWI були визнані членами Королівської академії мистецтв і наук Нідерландів, Academia Europaea, або лицарями ордену Нідерландського Лева. 
У лютому 2017 року CWI спільно з Google оголосив про успішну атаку зіткнення на алгоритм шифрування SHA 1. 

## Європейський Інтернет
CWI був першим користувачем Інтернету в Європі у формі TCP/IP-з'єднання з NSFNET. Піт Беертема в CWI встановив одне з перших двох сполучень за межами США з NSFNET (незабаром після французького INRIA)    для EUnet 17 листопада 1988 року. Першим виданим голландським кодом країни домену верхнього рівня був cwi.nl.  
Амстердамська біржа Інтернету (одна з найбільших Інтернет-бірж у світі як за кількістю учасників, так і за пропускною спроможністю) розташована в сусідніх інститутах SARA (раннє виділення CWI) та NIKHEF. Офіс консорціуму Всесвітньої павутини (W3C) для країн Бенілюксу знаходиться за адресою CWI. 

## Спін-оф компанії
CWI демонструє постійні зусилля, щоб надати роботу своїх дослідників у розпорядження суспільства, головним чином, співпрацюючи з комерційними компаніями та створюючи виділений бізнес. У 2000 році CWI заснувала "CWI Incubator BV", спеціалізовану компанію з метою створення високотехнологічних відділених компаній.  Деякі з виділень CWI включають: 
- 1956: Electrologica, новаторський голландський виробник комп'ютерів.
- 1971: SARA, заснована як центр з обробки даних для Амстердамського університету, Амстердамського університету та CWI.
- 1990: DigiCash, корпорація електронних грошей, заснована Девідом Чаумом.
- 1994: NLnet, постачальник послуг Інтернету.
- 1994: General Design / Satama Amsterdam, дизайнерська компанія, придбана LBi (тоді міжнародна компанія Lost Boys).
- 1995: Data Distilleries, розробник аналітичного програмного забезпечення для баз даних, спрямованого на пошук інформації, яке з часом стає частиною SPSS і придбане IBM.
- 1996: Штіхтінг Інтернет Domeinregistratie Nederland (SIDN) [Архівовано 15 вересня 2020 у Wayback Machine.], .nl верхнього рівня реєстратора домену.
- 2000: Група вдосконалення програмного забезпечення (SIG) [Архівовано 15 березня 2022 у Wayback Machine.], компанія, що займається вдосконаленням програмного забезпечення та аналізом застарілих кодів.
- 2008: MonetDB, високотехнологічна компанія з технологій баз даних, розробник стовпця-магазину MonetDB.
- 2008: Vectorwise, компанія з аналітичних баз даних, заснована у співпраці з корпорацією Ingres (нині Actian) і врешті придбана нею.
- 2010: Spinque [Архівовано 17 серпня 2020 у Wayback Machine.], компанія, що надає технологію пошуку для фахівців з пошуку інформації.
- 2013: MonetDB Solutions [Архівовано 18 серпня 2020 у Wayback Machine.], компанія з обслуговування баз даних.
- 2016: Seita [Архівовано 2 грудня 2019 у Wayback Machine.], технологічна компанія, що надає послуги з реагування на попит в енергетичному секторі.

## Програмне забезпечення та мови
- Мова програмування ABC
- ALGOL 60
- ALGOL 68
- Alma-0, багатопарадигмна комп'ютерна мова програмування
- Мета середовище ASF + SDF, специфікація мови програмування та система прототипування, генератор IDE
- Каскадні таблиці стилів
- MonetDB
- NetHack
- Мова програмування Python
- RascalMPL, мова мета програмування загального призначення
- RDFa
- SMIL
- Ван Вайнгаарден граматика
- XForms
- XHTML
- Події XML

## Помітні люди
- Adrian Baddeley
- Theo Bemelmans
- Piet Beertema
- Jan Bergstra
- Gerrit Blaauw
- Peter Boncz
- Hugo Brandt Corstius
- Stefan Brands
- Andries Brouwer
- Harry Buhrman
- Dick Bulterman
- David Chaum
- Ronald Cramer
- Theodorus Dekker
- Edsger Dijkstra
- Constance van Eeden
- Peter van Emde Boas
- Richard D. Gill
- Jan Friso Groote
- Dick Grune
- Michiel Hazewinkel
- Jan Hemelrijk
- Martin L. Kersten
- Willem Klein
- Jurjen Ferdinand Koksma
- Kees Koster
- Monique Laurent
- Gerrit Lekkerkerker
- Arjen Lenstra
- Jan Karel Lenstra
- Gijsbert de Leve
- Barry Mailloux
- Lambert Meertens
- Rob Mokken
- Albert Nijenhuis
- Steven Pemberton
- Herman te Riele
- Guido van Rossum
- Alexander Schrijver
- Jan H. van Schuppen
- Marc Stevens
- John Tromp
- John V. Tucker
- Paul Vitányi
- Hans van Vliet
- Marc Voorhoeve
- Adriaan van Wijngaarden
- Ronald de Wolf
- Peter Wynn